# Scream Blacula Scream
Série
Blacula, le vampire noir
(1972)
Pour plus de détails, voir Fiche technique et Distribution.
Scream Blacula Scream (titre original : Scream Blacula Scream) est un film américain de blaxploitation et d'horreur réalisé par Bob Kelljan, sorti en 1973, et qui constitue l'unique suite de Blacula, le vampire noir, sorti un an plus tôt.

## Synopsis
Une prêtresse vaudou sur le point de mourir choisit comme héritier et successeur son fils adoptif, ce qui cause la colère de son fils légitime. Celui-ci parvient à acquérir le squelette du prince vampire Mamuwalde (alias comte Blacula) qu'il ramène à la vie dans l'espoir de l'utiliser pour assouvir sa vengeance. Toutefois, Blacula, une fois réveillé, le mord et le transforme en vampire-esclave. Pendant ce temps, un officier de police, féru d'occultisme et de croyances ancestrales africaines, enquête sur une série de meurtres causés justement par Blacula et sa horde de vampires…

## Fiche technique
- Titre : Scream, Blacula, Scream !
- Titre original : Scream Blacula Scream
- Réalisation : Bob Kelljan
- Scénario : Maurice Jules, Raymond Koenig, Joan Torres
- Production : Samuel Z. Arkoff, Joseph T. Naar
- Musique : Bill Marx
- Photographie : Isidore Mankofsky
- Montage : Fabien D. Tordjmann
- Direction artistique : Alfeo Bocchicchio
- Costumes : Ermon Sessions, Sandra Stewart
- Chef-décorateur : Charles B. Pierce
- Pays d'origine : États-Unis
- Langue : anglais
- Genre : blaxploitation - horreur
- Durée : 96 minutes
- Dates de sortie : 27 juin 1973  États-Unis

## Distribution
- William Marshall : Comte Blacula / Prince Mamuwalde
- Pam Grier : Lisa Fortier
- Don Mitchell : Justin Carter
- Michael Conrad : shérif Harley Dunlop
- Richard Lawson : Willis Daniels
- Lynne Moody : Denny (créditée comme Lynn Moody)
- Barbara Rhoades : Elaine
- Bernie Hamilton : Ragman
- Craig T. Nelson : Sarge (crédité comme Craig Nelson)

## Distinctions
- Nomination au Saturn Award du meilleur film d'horreur 1975